# Врхмљеће
Врхмљеће је назив за прво насеље на острву Мљету, којег су основали Словени кад су дошли на острво с полуострва Пељешца. 

## Историја
Врхмљеће је било смештено у удолини високог брда те је било потпуно заклоњено погледу с мора, што му је, у оно време, пружало сигурност од учесталих гусарских напада с мора. Насеље се налазило на неприступачном и неплодном делу острва, како би оштри врхови суседних брда били природно утврђење. Приступ насељу је ишао уском и стрмом долином, тешком за пењање, а лаком за одбрану. С околних врхова пружао се поглед на отворено море и на Мљетски канал.
У близини насеља, становништво је, на прелазу из 14. у 15. век, изградило цркву св. Марије од Брда. Иста црквица се помиње у исправама и тестаментима Мљетске канцеларије већ током прве половине 15. века. Уз црквицу се налазило и месно гробље, те они сведоче о континуираном насељавању острва до краја 15. века. 
До напуштања Врхмљећа долази у 15. веку због смиривања прилика у дубровачком приморју. У то вријеме долази и до слабљена опасности од гусарских напада јер су их дубровачке и млетачке галије успеле ставити под контролу. Због таквих погодних прилика, становници Врхмљећа почињу силазити у плодније долине у околини места.
Тако настаје насеље Жаре и то на истом месту где је у римско време било насеља Жара. Један од оснивача места Жаре био је Иван Прибојевић, који је тамо купио земљу и почео садити винограде. 
У исто време, крајем 15. века, други се становници Врхмљећа полако почињу спуштати у увалу, врло добро заштићену од ветра, и ту почињу градити куће, што је постало темељ за будуће насеље Окукље. Остали Врхмљећани своје ново насеље граде 500 метара североисточно од цркве св. Марије од Брда те се на том локалитету и данас налазе остаци зидова неколико кућа, подиогнутих од камена без употребе малтера. У куповини земље на том подручју истиче се Марин Прибојевећ, брат Ивана Прибојевића, који је отишао у Жаре. Новоосновано се насеље током 16. века јавља под називом Локвице.
Током осамдесетих година 16. века у Локвицама се јавља куга те се преживели становници селе на обронке плодног поља. Према најбогатијем члану братства Марановић - Прибојевић, Ратку Марановићу, насеље добива име Марановићи, а поље испод насеља - Маранско поље. Већ 1589. године насеље се развија до те мере да становници сами бирају своје судије. Место је континуирано насељено до данас и носи исто име.